# Heartland (série télévisée américaine, 2007)
Pour les articles homonymes, voir Heartland.
Pour la série canadienne de 2007, voir Heartland (série télévisée canadienne, 2007).
 (janvier 2021).
Heartland est une série télévisée américaine de fiction médicale diffusée sur la TNT du 18 juin au 31 août 2007. Elle a été produite par Warner Horizon Television. Elle est arrétée par la TNT en raison du nombre de téléspectateur décevant.

## Résumé
La série s'inspire du service de chirurgie de transplantation cardiaque de l'hôpital St. Jude de Pittsburgh. Elle suit un couple récemment séparé qui travaille dans deux équipes différentes. L'équipe de la femme est chargée de convaincre les survivants et les proches de donner les organes du nouveau ou du futur défunt. L'équipe du mari fait la course contre la montre pour implanter les organes chez des patients qui luttent contre le temps et leurs corps défaillants pour tenir juste assez pour recevoir les dons qui leur sauveront la vie.

## Casting
- Treat Williams dans le rôle Dr Nathaniel "Nate" Grant
- Danielle Nicolet dans le rôle de Mary Singletary
- Morena Baccarin dans le rôle de l'infirmière Jessica Kivala
- Kari Matchett dans le rôle de Kate Armstrong
- Gage Golightly dans le rôle de Thea Grant
- Rockmond Dunbar dans le rôle du Dr Tom Jonas
- Chris Martin dans le rôle du Dr Simon Griffith
- Dabney Coleman dans le rôle du Dr Bart Jacobs
- Melinda Dillon dans le rôle de Janet Jacobs

## Épisodes
Titre anglais
1. "Pilot"
2. "I Make Myself Into Something New"
3. "Picking Up Little Things"
4. "Mother & Child Reunion"
5. "The Place You'll Go"
6. "Domino Effect"
7. "A Beautiful Day"
8. "As We So Wonderfully Done With Each Other"
9. "Smile"